# 巔峰大賽
為後世所命名的1972年巔峰大賽是蘇聯與加拿大首次以最高水準的球員陣容對壘的冰上曲棍球賽事。在當時冷戰的環境底下，這不只是一場比賽，也是兩個制度的較量。後來這場系列賽成為加拿大歷史重要的一頁，國際冰球也在這一役之後有長足的發展。

## 來由
加拿大的冰球在二十世紀的上半世紀一直處於領導的地位，壟斷幾乎所有國際賽事。而在二次大戰之後，蘇聯冰球迅速崛起，取代了加拿大的壟斷地位。那時候的奧運會等國際賽事只准許業餘選手參賽，但因為對「業餘」的定義不同，所以蘇聯國家隊的代表在西方眼中都是全職球員；相對地加拿大最頂尖的球員都因為不是業餘而不能參賽，導致加拿大在國際賽事上多番輸給蘇聯。加拿大希望以最強陣容與蘇聯一較高下，而蘇聯也想吸收與加拿大最頂尖球員比賽的經驗，所以在1972年國際冰球聯合會（IIHF）批准了加拿大冰球總會（Hockey Canada）的申請，在允許使用職業球員的情況下與蘇聯進行合共八場的系列賽。附帶一提的是當時正是冷戰最激烈的時期，故此這場大賽無可避免地挑起了雙方強烈的愛國情緒。
這場系列賽的形式為加蘇雙方各舉行四場比賽。首四場是在蒙特利爾（蒙特利爾廣場）、多倫多（楓葉園）、溫尼伯（溫尼伯競技場）和溫哥華（太平洋體育館）舉行，而後四場則在莫斯科（列寧中央運動場）進行。
然而雙方都有球員不能參賽。加拿大的波比·奧爾（Bobby Orr）是當時的NHL中最為舉足輕重的球員，他入選了加拿大國家隊的名單之內，可是卻因膝蓋受傷而不能參賽；另外一名舉足輕重的球員波比·荷爾（Bobby Hull）也被教練哈里·辛登（Harry Sinden）傳召入國家隊，但最終卻因為他脫離NHL（轉屬世界冰球協會）而喪失比賽資格。至於蘇聯的名將費爾索夫（Anatoli Firsov）和達維多夫（Vitaly Davydov）卻因為不滿教練塔拉索夫（Anatoli Tarasov）突然被撤換而拒絕參賽。
雖然加拿大未能以最強陣容出賽，但由於加拿大輝煌的歷史，加上不熟識蘇聯隊，再加上錯誤評估蘇聯隊實力，令絕大部分加拿大人都過度自信，以為由多名球星坐鎮的國家隊絕對可以輕而易舉地打敗蘇聯。

## 比賽過程

### 在加拿大
蘇聯隊於8月30日到達加拿大蒙特利爾。比賽還沒有開始就已經有事故發生。一名魁北克青年向法院提出控訴，說他於1968年在布拉格旅遊的時候他的車子被蘇軍毀壞，並要求蘇聯賠償。出乎意料地，法院批准了他的控訴，並要求沒收蘇聯隊的用具。到最後加拿大冰球總會願意代蘇聯賠償才平息了事件。

#### 第一場
第一場比賽於9月2日在蒙特利爾舉行。比賽開始後30秒菲爾·埃斯波西托（Phil Esposito）便替加拿大先開紀錄，六分鐘後加拿大已經領先2-0，在場的觀眾和評論家都覺得賽前的預測都已應驗。可是蘇聯隊從此時開始反擊，在第一節完結之前追成2-2平手。在第二節瓦列裡·卡拉莫夫（Valery Kharlamov）射進兩球，令蘇聯以4-2反超前。在第三節波比·克拉克（Bobby Clarke）把比數拉近至4-3，但其後蘇聯隊再添三球以7-3大勝。
加拿大球員領略到蘇聯隊有規律和鍥而不捨的打法，和比加拿大球員優越的體能狀態。這是因為蘇聯隊幾乎終年無休地進行訓練，務求令自己維持體能的巔峰；相對地加拿大球員自NHL賽季結束後休息了整個夏季，在最後關頭才依靠訓練營回復體能狀態，故此加拿大隊的表現往往因體力不繼而每況愈下，這就成為了系列賽中的普遍現象。

1972年9月2日於魁北克省蒙特利爾蒙特利爾廣場
| | 1 | 2 | 3 | 總 |
| --- | - | - | - | -- |
| 蘇聯 | 2 | 2 | 3 | 7  |
| 加拿大 | 2 | 0 | 1 | 3  |
| 勝: Tretiak (1-0-0) 負: Dryden (0-1-0)                                                                                           |   |   |   |    |
| 蘇聯: Zimin (1, 2), Petrov (1), Kharlamov (1, 2), Mikhailov (1), Yakushev (1) 加拿大: P. Esposito (1), Henderson (1), Clarke (1) |   |   |   |    |

#### 第二場
加拿大在第二場轉換了陣容、由東尼·埃斯波西托（Tony Esposito）代替肯恩·德萊登（Ken Dryden）把守球門、更改了戰術後捲土重來，結果以4-1贏回了第二場。蘇聯方面卻對執法的美國球證感到不滿而提出控訴，聲稱「他們（球證）姑息加拿大球員讓他們粗暴地對待我們的球員。」

1972年9月4日於安大略省多倫多楓葉園
|                                                                                               | 1 | 2 | 3 | 總 |
| --------------------------------------------------------------------------------------------- | - | - | - | -- |
| 蘇聯                                                                                          | 0 | 0 | 1 | 1  |
| 加拿大                                                                                        | 0 | 1 | 3 | 4  |
| 勝: T. Esposito (1-0-0) 負: Tretiak (1-1-0)                                                   |   |   |   |    |
| 蘇聯: Yakushev (2) 加拿大: P. Esposito (2), Cournoyer (1), P. Mahovlich (1), F. Mahovlich (1) |   |   |   |    |

#### 第三場
蘇聯於第二場受到挫折後，這次換他們重整陣容改變戰術了。加拿大在第三場繼續挾上一場的餘威，分別於第二節領先3-1和4-2，此時蘇聯派出他們的新陣容，僅僅用了五分鐘便追成平手，令加拿大隊措手不及。然而蘇聯沒有乘勝追擊，賽事最終維持4-4平手收場。

1972年9月6日於省溫尼伯溫尼伯競技場
| | 1 | 2 | 3 | 總 |
| --- | - | - | - | -- |
| 蘇聯 | 1 | 3 | 0 | 4  |
| 加拿大 | 2 | 2 | 0 | 4  |
| 和: Tretiak (1-1-1), T. Esposito (1-0-1)                                                                                  |   |   |   |    |
| 蘇聯: Petrov (2), Kharlamov (3), Lebedev (1), Bodunov (1) 加拿大: Parise (1), Ratelle (1), P. Esposito (3), Henderson (2) |   |   |   |    |

#### 第四場
第四場一開始蘇聯便控制著整場賽事，第一節還沒到八分鐘便已領先2-0。加拿大隊的表現打不出應有的水準，令在場的15,570名觀眾失望，觀眾噓自己國家隊成員的聲音此起彼落。而當比賽結束，加拿大以5-3落敗時，觀眾更報以噓聲趕加拿大隊離場。菲爾·埃斯波西托忍耐不住，在接受國家電視的賽後訪問時激動地說： 
|  | 全加拿大的人民，我們努力過，我們已經盡了全力，至於那些向我們喝倒彩的人，哎，我真的...我們所有人都真的很沮喪和失去信心，我們對某些人更感到很失望。我們不能相信我們所受的負面媒體評論，還有在我們自己球場內的噓聲。還有如果，如果俄羅斯人向他們的球員喝倒彩，那些球迷...俄羅斯人向他們的球員喝倒彩...有些加拿大球迷—我不是說所有人，他們當中有些人向我們喝倒彩，那我會回來向每一個加拿大人道歉，但我覺得他們不會。我真的，真的...我真的很失望。我徹底地感到失望。我不能夠相信。我們當中有些人真的真的很難過，我們都理解，我們都在努力嘗試，就像，該死的，我的意思是，接受現實吧，我們都盡了我們的最大努力，而且對方也有一隊好的隊伍，但這並不代表我們不會付出150%，因為我們必定會。 |

1972年9月8日於英屬哥倫比亞省溫哥華太平洋體育館
| | 1 | 2 | 3 | 總 |
| --- | - | - | - | -- |
| 蘇聯 | 2 | 2 | 1 | 5  |
| 加拿大 | 0 | 1 | 2 | 3  |
| 勝: Tretiak (2-1-1) 負: Dryden (0-2-0)                                                                       |   |   |   |    |
| 蘇聯: Mikhailov (2, 3), Blinov (1), Vikulov (1), Shadrin (1) 加拿大: Perrault (1), Goldsworthy (1), Hull (1) |   |   |   |    |

### 在蘇聯
在比賽從加拿大移師蘇聯之間有兩個禮拜的空檔。蘇聯隊利用這兩個禮拜在本土進行操練；加拿大隊趁這個機會到瑞典打了兩場熱身賽熟習環境，然後全隊帶著3,000名加國球迷到蘇聯打剩餘的四場比賽。在蘇聯舉行的四場比賽中可更清楚地看出東西兩大陣營的強烈對比—一邊是沉著的蘇聯觀眾，另一邊則是揮動國旗、大聲歡呼的加拿大觀眾。不过这一表述并无当事第三方材料佐证，且带有明显的倾向性描述，所以基本可认为是西方国家的误导性宣传。看守場館的警衛往往要示意加拿大觀眾安靜，但這也導致一系列的衝突。

#### 第五場
第五場在9月22日於莫斯科舉行，蘇聯中央總書記勃列日涅夫也在觀眾席上。加拿大隊在比賽初段完全地控制著比賽的節奏，第二節結束後加拿大以3-0領先，但蘇聯卻未曾洩氣，在最後一節射進五球反勝加拿大5-4。蘇聯在系列賽打了五場之後取得3勝1和1負的成績，只要在剩下的三場中贏一場就能贏得整個系列賽；相反加拿大要取得勝利就要在剩餘的三場賽事中全勝。

1972年9月22日於莫斯科列寧中央運動場
| | 1 | 2 | 3 | 總 |
| --- | - | - | - | -- |
| 加拿大 | 1 | 2 | 1 | 4  |
| 蘇聯 | 0 | 0 | 5 | 5  |
| 勝: Tretiak (3-1-1) 負: T. Esposito (1-1-1)                                                                        |   |   |   |    |
| 加拿大: Parise (2), Clarke (2), Henderson (3, 4) 蘇聯: Blinov (2), Anisin (1), Shadrin (2), Gusev (1), Vikulov (2) |   |   |   |    |

#### 第六場
第六場加拿大以3-2勝出。加拿大隊投訴兩名西德裁判偏袒蘇聯，原因在於兩名裁判不斷吹罰加拿大隊，一共判罰加拿大隊31分鐘，而蘇聯隊卻只被罰4分鐘。整個系列賽最具爭議性的事件也在這場比賽發生：在第二節的時候，波比·克拉克蓄意地用曲棍劈卡拉莫夫的足踝，令他骨折。多年之後，加拿大隊的助理教練John Ferguson, Sr.說：「我把克拉克叫到我身旁，望著卡拉莫夫說：『我覺得他需要人敲敲他的足踝。』」——卡拉莫夫是蘇聯隊的最佳球員。受傷之後卡拉莫夫雖然堅持打完全場，可是他沒有在第七場上陣，而在第八場上場卻也發揮不出以往的水準。

1972年9月24日於莫斯科列寧中央運動場
|                                                                                | 1 | 2 | 3 | 總 |
| ------------------------------------------------------------------------------ | - | - | - | -- |
| 加拿大                                                                         | 0 | 3 | 0 | 3  |
| 蘇聯                                                                           | 0 | 2 | 0 | 2  |
| 勝: Dryden (1-2-0) 負: Tretiak (3-2-1)                                         |   |   |   |    |
| 加拿大: Hull (2), Cournoyer (2), Henderson (5) 蘇聯: Liapkin (1), Yakushev (3) |   |   |   |    |

#### 第七場
第七場上演了一場精采的拉鋸戰，每當一隊領先另一隊便會迅速將比數追平。比賽最終由加拿大的保羅·亨德森在第三節末段以漂亮的個人技術射入致勝的一球，以4-3再一次打敗蘇聯。

1972年9月26日於莫斯科列寧中央運動場
|                                                                                          | 1 | 2 | 3 | 總 |
| ---------------------------------------------------------------------------------------- | - | - | - | -- |
| 加拿大                                                                                   | 2 | 0 | 2 | 4  |
| 蘇聯                                                                                     | 2 | 0 | 1 | 3  |
| 勝: T. Esposito (2-1-1) 負: Tretiak (3-3-1)                                              |   |   |   |    |
| 加拿大: P. Esposito (4, 5), Gilbert (1), Henderson (6) 蘇聯: Yakushev (4, 5), Petrov (3) |   |   |   |    |

#### 第八場
七場比賽之後，加蘇兩隊各有3勝3負1和的紀錄，系列賽要有結果就必須在第八場最後一場定勝負。比賽在9月28日舉行，當天全加拿大全國幾乎停頓，皆因超過一半人（1千2百萬人）都在中午都收看電視現場直播或收聽廣播（當中有很多人在公司或學校收看或收聽）。
比賽開始不久加拿大就再一次被多個有問題的判罰拖累。第一節4分鐘時，加拿大再一次在問題球上被吹罰——這次是讓-保羅·帕里瑟（Jean Paul Parise）。在這一刻他積壓的不滿瞬間爆發了出來，他憤怒地衝到球證面前，把球棍高舉頭上，作勢要打球證，到最後一刻他才打消這個念頭。儘管如此，球證還是把他趕了出場。其間主教練辛登也扔了一張椅子到冰面上發洩他的不滿。球賽停頓了好一陣子才能繼續下去。雖然加拿大被吹罰了多次，但仍以2-2平手完成第一節，可是蘇聯在隨後的20分鐘內射進3球以5-3結束第二節。在第二次中場休息時，加拿大隊的守門員德萊登據報曾有過這樣的念頭：「如果我們在這場輸掉的話，我將會是全加拿大最受人憎恨的人了。」
加拿大隊在最後一節大舉反撲，菲爾·埃斯波西托和伊凡·康諾耶爾（Yvan Cournoyer）分別進球替加拿大追成5-5平手。然而當康諾耶爾進球之後，顯示進球的紅燈並沒有亮起來。坐在加拿大隊對面的艾倫·伊格森 以為蘇方有陰謀而引起了騷動。正當他被警察制服時加拿大球員趕往營救伊格森，其中更有球員用自己的球棍與警察對抗，到最後伊格森被加拿大球員救出，並護送到球員區裡去。
在那個階段，加蘇兩隊各有3勝3負1和，第八場比賽又僵持在5-5，如果到比賽結束時仍未能分出勝負，蘇聯就將會以得失球總差贏得勝利。
後來，當比賽只剩34秒的時候，保羅·亨德森接應隊友的射門，接到蘇聯守門員維拉德斯拉夫·特里華克救出的球，再把球塞進球門，令加拿大以6-5反超前。加拿大隊的隊員全部在這時候都湧到球場上慶祝，就像已經贏得了比賽一樣。最後加拿大在最後的時刻守住了勝果，贏得最後一場，並以4勝3負1和打敗蘇聯。
幾乎全加拿大的人都熱烈地為勝利慶祝，康諾耶爾更覺得這經歷「比贏得十次史丹利盃更好」；相對地，在蘇聯有很多人認為如果加國球員沒有蓄意傷害他們的最佳球員的話，贏得系列賽的就將會是蘇聯而不是加拿大了。儘管如此，蘇聯（甚至現在的俄羅斯）人並沒有感到失望，相反他們覺得這場大賽已經證明了蘇聯球員最起碼不比加拿大球員遜色，甚至已經超越了他們。

1972年9月28日於莫斯科列寧中央運動場
| | 1 | 2 | 3 | 總 |
| --- | - | - | - | -- |
| 加拿大 | 2 | 1 | 3 | 6  |
| 蘇聯 | 2 | 3 | 0 | 5  |
| 勝: Dryden (2-2-0) 負: Tretiak (3-4-1) |   |   |   |    |
| 加拿大: P. Esposito (6, 7), Park (1), White (1), Cournoyer (3), Henderson (7) 蘇聯: Yakushev (6, 7), Lutchenko (1), Shadrin (3), Vasiliev (1) |   |   |   |    |

加拿大總計以4勝3負1和贏得系列。

### 其他賽事
除了與蘇聯對戰了八場以外，加拿大國家隊在其間在9月16日和17日跟瑞典打了兩場熱身賽，在他們身上取得一勝一和；另外也於9月29日在捷克斯拉夫與捷克斯拉夫國家隊打了一場，最後以平手收場。

## 影響
這次大賽的成功使冰球得以有進一步的發展，並使NHL於1976年創立加拿大盃冰球錦標賽。另外NHL在同年也開始舉行「蘇聯球會對戰國家冰聯」的系列賽，稱為超級系列賽。蘇聯球員在此後開始被西方賞識。經過十多年後蘇聯球員最終能夠加入NHL比賽。可是在巔峰大賽曾參賽的蘇聯球員現在大部分卻只能依靠微薄的養老金過活。
隨著時間過去，這場系列賽在兩國人民心中的地位日漸提高，「巔峰大賽」逐漸成為這場大賽的非正式的公認名稱。現時的加拿大仍然以此感到自豪，更有很多人將它視為加拿大文化史中的重大里程碑。在2005年，加拿大隊全體隊員被列入加拿大體育名人堂。加拿大廣播公司更於2006年播映一齣分成兩集的電影，名為Canada Russia '72 （页面存档备份，存于），以電視紀錄片的形式重述當年冰球場上和冰球場下所發生的事件。

## 一場新的巔峰大賽
2007年初報章報導俄羅斯總理弗拉德科夫有意組織第三次巔峰大賽以紀念1972年巔峰大賽35周年紀念。弗拉德科夫呼籲加拿大總理哈珀支持考慮舉行另一個巔峰大賽的可能性。新聞工作者Vsevolod Kukushkin指出首先提出這個建議的人是加拿大冰球總會的總裁鮑勃·尼科爾森（Bob Nicholson）。Kukushkin在他的專欄寫道：
|  | 尼科爾森的看法是現在的環境正適合舉辦一個類似的系列賽。自舉辦這個上世紀最重要體育盛事之一的大賽以來，出現了新一代的球員和球迷...而在兩國的新一代球員和球迷應有權觀看如此美妙的產物。 |

Vsevolod Kukushkin曾於1972年的巔峰大賽中替在加拿大的蘇聯隊充當翻譯。
加拿大冰球總會確認 （页面存档备份，存于）於2007年的八月底/九月初抽選加俄兩國最佳的20歲以下球員進行一個主客各四場的系列賽。

## 有趣資料
- 大賽開始之前，曾有一名加拿大報紙編輯宣稱若蘇聯能贏任何一場比賽他就把自己當天寫的專欄吃進肚子裡。後來當蘇聯在第一場打敗加拿大後，該名記者在一名攝影師和一名蘇聯記者的陪同下在多倫多的蘇聯大使館前吃掉自己的專欄。[3]
- 保羅·亨德森最為人所知的是在巔峰大賽裡分別於第六、七、八場比賽都射入致勝的一球。
- 只有七名加拿大球員於每一場都有上場；至於守門員的位置，東尼·埃斯波西托和德萊登各打了四場。
- 加拿大隊的後衛沙維特（Serge Savard）一共打了五場—於他上陣的比賽中加拿大隊都獲得勝利或平手；但在他缺陣的三場裡加拿大全輸三場。

## 參閱
- 1974年巔峰大賽
- 加拿大盃
- 超級系列賽
- 世界冰球錦標賽
- 冰球世界盃
- 加拿大冰上曲棍球國家男子隊
- 蘇聯冰上曲棍球國家隊
- 國際冰球聯合會
- 國家冰上曲棍球聯盟

## 外部連結
- Canada Versus the Soviet Union (now Russia) The heyday of the battle for world hockey supremacy (1972-1987) （英文）
- The Globe and Mail: The Summit Series, 1972-2002 （页面存档备份，存于） （英文）
- 1972 Summit Series.com （页面存档备份，存于） （英文）
- The Summit in 1972 （页面存档备份，存于） （英文）
- CBC Digital Archives - Canada-Soviet Hockey Series, 1972 （页面存档备份，存于） （英文）
- Hockey Hall of Fame - Team Canada '72 Tribute （英文）
- Canada-Russia '72 （页面存档备份，存于） - a mini-series based on the events of the Summit Series （英文）